# Гілбертвілл (Айова)
Гілбертвілл (англ. Gilbertville) — місто (англ. city) в США, в окрузі Блек-Гок штату Айова. Населення — 794 особи (2020).

## Географія
Гілбертвілл розташований за координатами 42°25′8″ пн. ш. 92°12′51″ зх. д. / 42.41889° пн. ш. 92.21417° зх. д. (42.418995, -92.214200).  За даними Бюро перепису населення США в 2010 році місто мало площу 1,03 км², уся площа — суходіл.

## Демографія
Згідно з переписом 2010 року, у місті мешкало 712 осіб у 303 домогосподарствах у складі 199 родин. Густота населення становила 691 особа/км².  Було 313 помешкання (304/км²).
Расовий склад населення:
| - 98,6 % — білих - 0,6 % — азіатів - 0,1 % — корінних американців |

До двох чи більше рас належало 0,6 %. Частка іспаномовних становила 1,7 % від усіх жителів.
За віковим діапазоном населення розподілялося таким чином: 21,6 % — особи молодші 18 років, 58,6 % — особи у віці 18—64 років, 19,8 % — особи у віці 65 років та старші. Медіана віку мешканця становила 42,7 року. На 100 осіб жіночої статі у місті припадало 97,8 чоловіків;  на 100 жінок у віці від 18 років та старших — 93,1 чоловіків також старших 18 років.
Середній дохід на одне домашнє господарство  становив 54 484 долари США (медіана — 51 696), а середній дохід на одну сім'ю — 66 992 долари (медіана — 56 389). За межею бідності перебувало 10,6 % осіб, у тому числі 7,2 % дітей у віці до 18 років та 11,1 % осіб у віці 65 років та старших.
Цивільне працевлаштоване населення становило 402 особи. Основні галузі зайнятості: виробництво — 26,1 %, роздрібна торгівля — 18,9 %, освіта, охорона здоров'я та соціальна допомога — 17,4 %.